# Parinari pachyphylla
Parinari pachyphylla là một loài thực vật có hoa trong họ Cám. Loài này được Rusby mô tả khoa học đầu tiên năm 1920.